# Région des Savanes (Togo)
Pour les articles homonymes, voir Région des Savanes et Savane (homonymie).

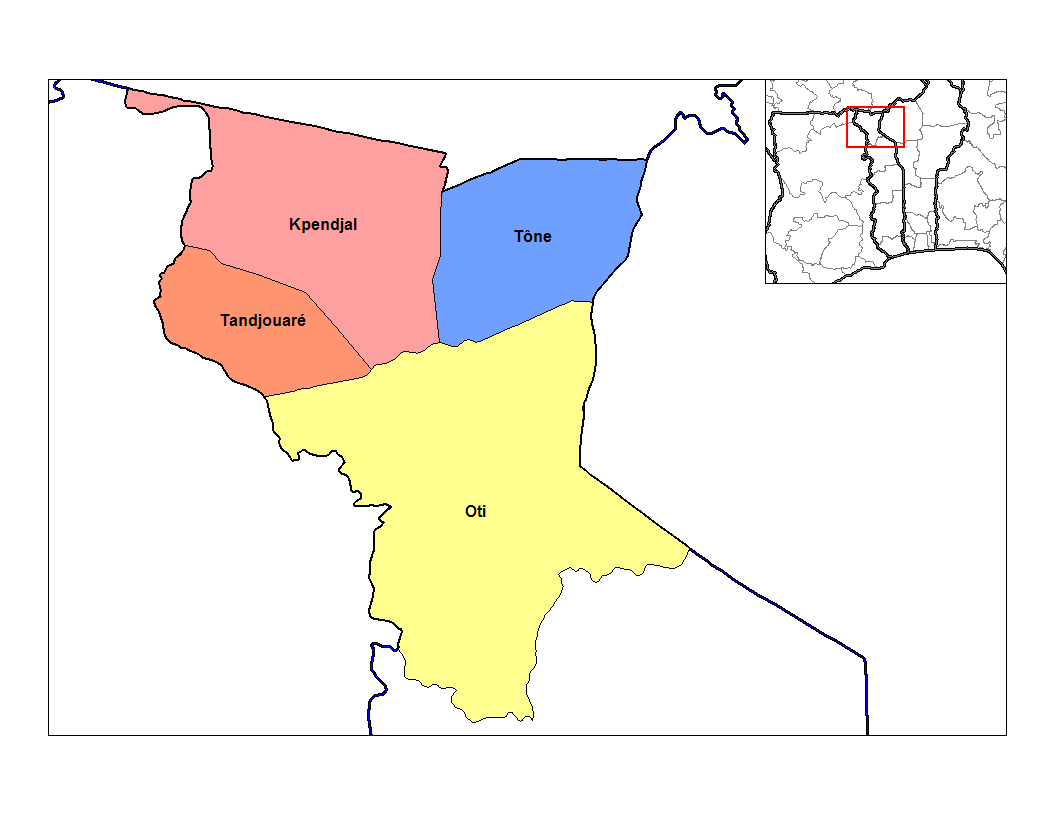
Situation de la Région des Savanes et ses quatre préfectures.

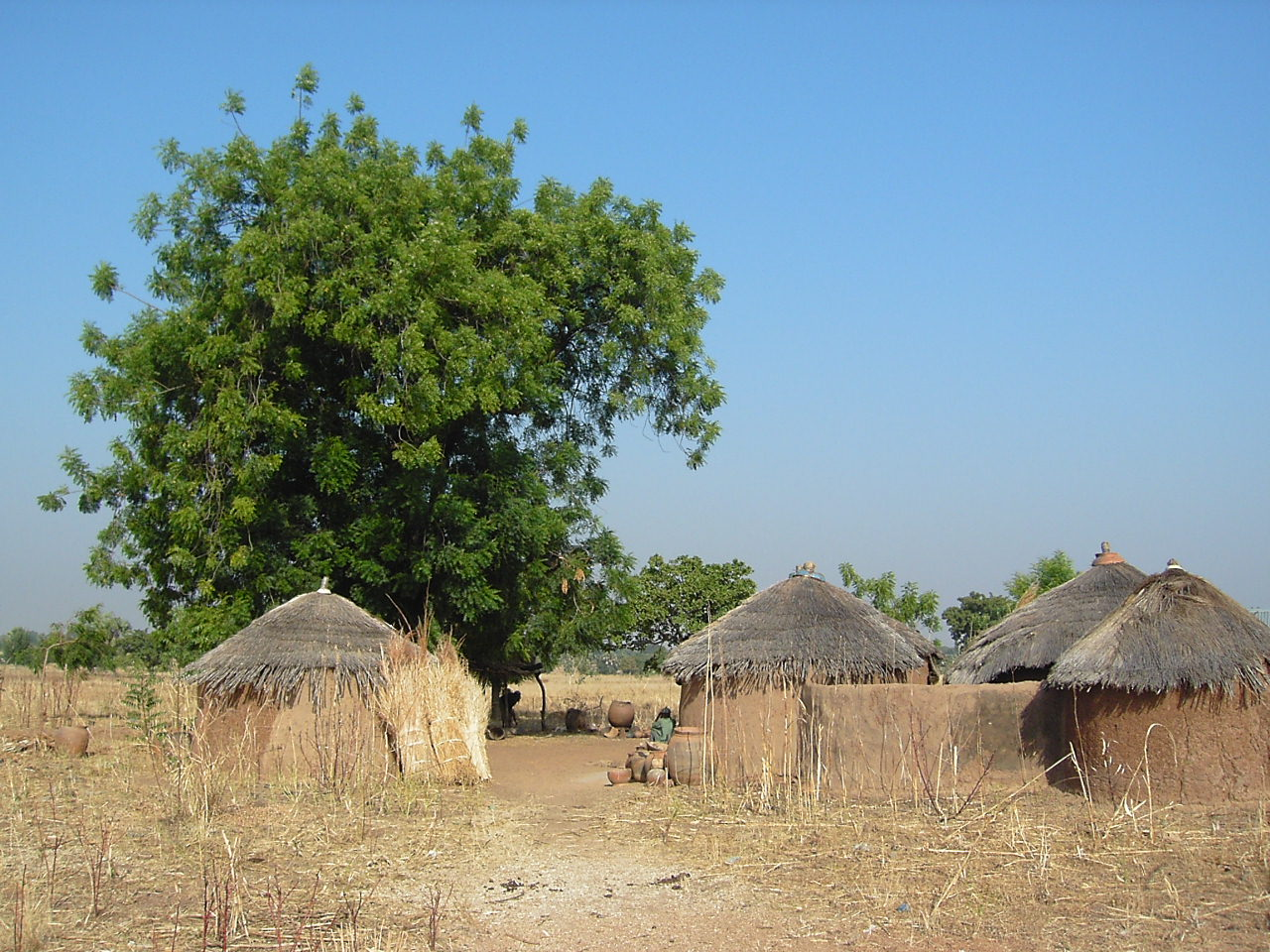
Cases Moba près de Dapaong.

La région des Savanes est la région la plus septentrionale du Togo, son chef-lieu est Dapaong.
Cette région est formée d'une végétation de savanes d'une platitude exceptionnelle, curieusement entrecoupée de monts verdoyants riches en damans de rochers ; c'est le domaine par excellence du rônier, de la culture attelée et de l'élevage bovin. L'habitat reste souvent traditionnel sous forme de cases rondes. 
La région est riche en trésors historiques et culturels tels que les peintures rupestres de Namoudjoga ou les grottes de Nanos.

## Population
La région est essentiellement peuplée de Moba-Gurma, les plus nombreux, et de Tchokossi. 
Les Mobas sont essentiellement des cultivateurs et des chasseurs, on les retrouve surtout dans la région de Dapaong. 
Les Anufo, ou « Tchokossi » selon leurs voisins (originaires de la Côte d'Ivoire), se sont installés dans la région de Mango à la faveur des conquêtes. On les retrouve aussi au nord du Ghana et au nord du Bénin. Les Tchokossi sont des Ivoiriens d'origine ; peuple islamisé et christianisé, ils possèdent des lettrés de longue date, leur histoire a été mentionnée depuis l'an 1129 de l'hégire, une fraction importante, accompagnée des ressortissants d'autres ethnies (Morofwe, Djimini, Koulango, Malinké et Abron) de Kong, de Bondoukou et de Bouna, conduite par les princes Nabiéman (Bomo) et Nassoma, était partie de Mango-Toula (pays Anno) se réfugier à Sassané-Mango (enclos des Mango) au nord du Togo.

## Subdivisions administratives
- Préfecture de Tône, chef-lieu Dapaong (chef-lieu de région)
- Préfecture de Cinkassé, chef-lieu Cinkassé
- Préfecture de Kpendjal, chef-lieu Mandouri
- Préfecture de l'Oti, chef-lieu Mango
- Préfecture de Tandjouaré, chef-lieu Tandjouaré
- Préfecture de Kpendjal-Ouest[2], chef-lieu Naki-Est
- Préfecture de l’Oti-Sud[3], chef-lieu Gando

## Autres villes
Villes autres que les chefs-lieux :
- Bagré
- Barkoisi
- Borgou
- Bombouaka
- Cinkassé
- Korbongou
- Koutiatialbo
- Lokpano
- Nano
- Nammjoni
- Namoudjogo
- Ouarkambou
- Takpamba
- Tamatougou
- Tampialeme
- Tchanaga
- Timbou
- Vavou

## Histoire
La région est à la frontière avec le Burkina Faso où se déroule la guerre du Sahel à laquelle participent différents groupes salafistes djihadistes.
En juin 2022, l'état d'urgence est instauré dans la région après une attaque de djihadistes contre un poste militaire. L'état d'urgence est prorogé à plusieurs reprises, la dernière fois jusqu'en mars 2026,.
Le gouvernement annonce 31 morts lors d'attaques djihadistes pour l'année 2023.
Les différents groupes djihadistes avancent progressivement dans la région (principalement dans la préfecture de Kpendjal). Cette avancée entraîne le déplacement des habitants des zones agricoles de la région vers les villes plus au sud et une hausse des prix des produits agricoles,.